# Industrie musicale

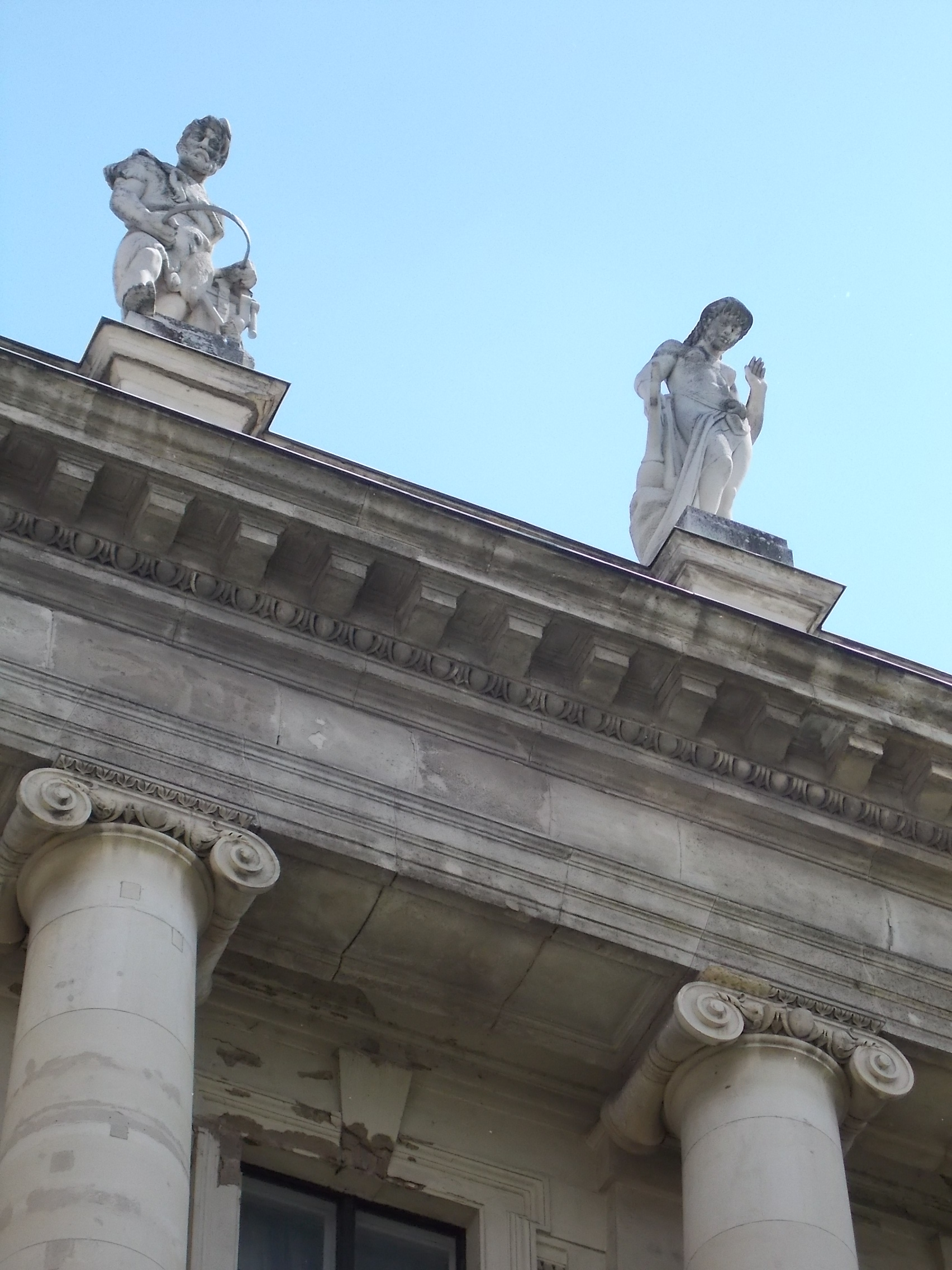
Industrie et Musique (allégories) au musée ethnographique de Budapest.

L'industrie musicale (appelée également industrie du disque) est l'ensemble des activités qui contribuent à l'offre de produits musicaux obtenus par un processus industriel de reproduction (en général, le disque). Le terme fait référence plus explicitement à la filière de l'édition phonographique ; en réalité, il faudrait parler d'« industries musicales » au pluriel, regroupant ainsi toutes les activités de reproduction de la musique, par le processus industriel (produit physique) ou par le numérique (produit dématérialisé). De ce fait, on y englobe généralement l'édition musicale et même la facture instrumentale (voire aujourd'hui les logiciels de composition et de musique de synthèse).

## Filières
Une « filière » regroupe un ensemble d'activités complémentaires et interdépendantes pour aboutir à un produit final disponible sur un marché. L'utilisation de ce concept pour l'industrie de la musique peut être plus ou moins large. La vision la plus large englobe la phase de création, au centre de laquelle se trouvent les compositeurs (auteurs y compris les paroliers pour les chansons), les artistes interprètes, la phase d'édition (publishing) et la phase de production phonographique (enregistrement de la musique). On peut y ajouter le management d'artistes.
Les producteurs phonographiques (ou éditeurs phonographiques) sont les acteurs qui interviennent dans le processus pour produire le « prototype » que l'on appelait à l'origine dans l'industrie du disque le master car il servait au pressage des disques. Ils financent l'enregistrement et la réalisation de la musique des artistes, commercialisent leurs produits et sont aussi des distributeurs. À partir des années 1970, quelques producteurs phonographiques, dont le nombre a varié entre six dans les années 1970 et trois en 2015, ont été appelés « majors » (à l'instar des majors cinématographiques) car ils constituaient un oligopole totalisant environ 70 % de parts de marché du marché mondial des ventes de production musicales et du publishing.
Les évolutions que l'on constate depuis une dizaine d'années montrent un accroissement important de l'autoproduction, c'est-à-dire d'artistes qui produisent eux-mêmes l'enregistrement de leur musique, avec pour support final le CD ou le numérique.
La vision élargie de la filière musicale, du fait de fortes interrelations entre spectacle et phonogramme, peut inclure des activités d'entrepreneurs/producteurs de spectacles musicaux et de « tourneurs ». En effet, l'analogie est forte entre le producteur phonographique ou l'éditeur de musique pour la partition, qui reproduit un prototype et le producteur-tourneur qui met au point un spectacle (par exemple Live Nation pour U2) et le fait tourner dans le monde entier. Le rapport entre ces métiers de la scène et ceux de la musique enregistrée sont d'autant plus forts que de nombreux enregistrements live de concerts sont disponibles, aussi bien sous forme de phonogrammes, de vidéogrammes commercialisés ou mis à disposition sur des sites de musique en streaming (YouTube, Deezer…).
L'industrie musicale, dans une acception très large, peut inclure les médias audiovisuels qui diffusent la musique et qui ont des liens étroits avec les producteurs phonographiques. Ainsi, par exemple, les radios (tout particulièrement les musicales) doivent s'acquitter de la rémunération équitable qui est versée via la SPRE aux quatre sociétés de perception et de répartition des droits : ADAMI, SCPP, SPEDIDAM, SPPF. De nombreux accords existent pour les publicités entre les radios, les producteurs phonographiques et les télévisions. Les radios se sont également impliquées dans le financement de spectacles et de tournées sponsorisés par elles. Certaines entreprises se spécialisent en libération de droits musicaux, comme Music Rights Clearance.
La révolution du numérique et du web a été douloureuse pour l'industrie musicale. Elle fait néanmoins apparaître de nouveaux acteurs dans la filière, en particulier les services en ligne qui diffusent de la musique en streaming, les plateformes de téléchargement, le commerce en ligne des phonogrammes.
La filière correspond in fine à un système d'activités qui contribuent à une offre de masse des produits musicaux (matériels ou immatériels).
La musique a aussi été utilisée par des communicants ou commerciaux avec des objectifs politiques ou commerciaux, dont pour la propagande, la publicité, le sport, pour moduler ou influencer les comportements (dans les parkings, les super-marchés). C'est l'un des sujets d'intérêt du neuromarketing.

## Histoire

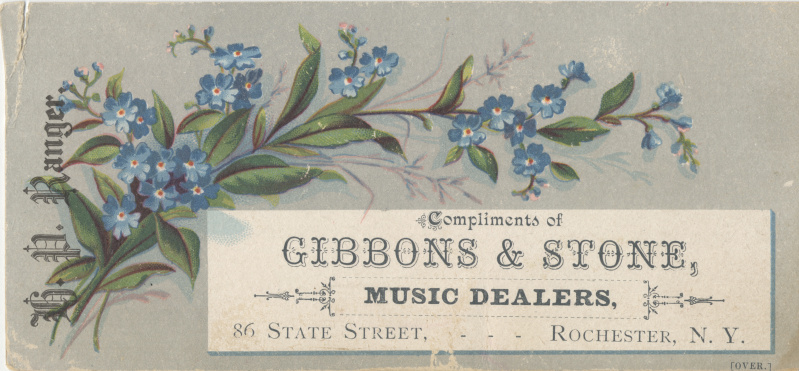
Gibbons et Stone (fondé en 1861), distributeurs et éditeurs de musique, Rochester, v. 1900

L'histoire de l'industrie musicale comporte quelques étapes ou dates importantes, parmi lesquelles la naissance du disque en 1898 grâce à l'ingénieur allemand Emile Berliner, puis des améliorations successives qui amenèrent à un disque de cire (Columbia) comportant des enregistrements sur deux faces (gramophone), d'abord acoustiques puis électriques (1925), la généralisation du standard technique à 78 tours (au début des années 1930), enfin le microsillon mis au point par les américains CBS et RCA (en 45 tours et 33 tours). Les années 2000 voient le développement de nouvelles technologies autour du numérique. Ces technologies permettent la dématérialisation, la compression des fichiers et l’envoi à distance, les plateformes de streaming (Deezer, Spotify, YouTube…) ont de grands nombres d’abonnés. L’industrie musicale abandonne progressivement le modèle de la propriété (’achat de supports physiques) pour celui du droit d'accès.
En 2001, les formats physiques, les CD, détiennent, plus de 97 % du chiffre d’affaires mondial de l’industrie musicale. En 2009, les supports de diffusion numérique correspondent à environ 25 % des du marché. En 2019, le chiffre d’affaires mondial du streaming musical est environ 9 milliards de dollars, près de 50 % des revenus totaux.
- 1962 – Rachat de Mercury Records par Philips
- 1964 – Sortie de la cassette audio qui servira surtout comme support pour le développement de la copie privée (mais aussi de standards pour la commercialisation de la musique : des cassettes pré-enregistrées sont commercialisées)
- 1972 – Création de la major du disque PolyGram à la suite de la fusion entre Deutsche Grammophon et Philips Phonografische Industrie
- 1978 – Première crise du disque microsillon
- 1983 – Mise sur le marché européen du Compact Disque (1982 au Japon)[5]
- 1987 – Rachat de CBS Records par le groupe japonais Sony
- 1989 – Création de BMG par le rachat de RCA Records par Bertelsmann et fusion avec Ariola-Eurodisc, filiale de Bertelsmann
- Années 1990 : accélération de la concentration des acteurs du marché de l'édition musicale (publishing) autour des majors (EMI publishing ex Chapell, BMG Rights Management, Sony Music Publishing, Universal publishing)
- 1988 – 1992 - Explosion des ventes de CD audio en France. Autorisation de publicité pour le disque à la télévision.
- 1998 - Le groupe Philips cède PolyGram à Seagram, propriétaire d'Universal Music Group
- 1999 – Début de Napster
- 2000 – Naissance du peer-to-peer
- 2002 – Le marché du disque "physique" chute. Crise du disque.
- 2003 – Arrivée du Copy Control et premières condamnations. Lancement d’iTunes.
- 2004 – Lancement de plateformes payantes aux États-Unis (magasin de musique en ligne)
- 2004 – Rachat de BMG par Sony Music Entertainment
- 2005 – Intégrale Mozart publiée par Brilliant Classics/Abeille Musique (210.000 coffrets vendus)
- 2007 – France : Rapport Olivennes en France pour lutter contre le piratage à travers les FAI
- 2009 – France : Loi Hadopi ou loi Création et Internet
- 2011 – Rachat d'EMI Group par Universal Music Group